# Nghi Sơn (thị xã)
Nghi Sơn là một thị xã ven biển cũ nằm ở phía đông nam tỉnh Thanh Hóa, Việt Nam.

## Địa lý
Thị xã Nghi Sơn nằm ở phía nam của tỉnh Thanh Hóa, nằm cách thành phố Thanh Hóa khoảng 46 km, cách trung tâm thủ đô Hà Nội khoảng 196 km, có vị trí địa lý:
- Phía đông giáp Vịnh Bắc Bộ với đường bờ biển dài khoảng 42 km
- Phía tây giáp huyện Nông Cống và huyện Như Thanh
- Phía nam giáp thị xã Hoàng Mai và huyện Quỳnh Lưu thuộc tỉnh Nghệ An
- Phía bắc giáp huyện Quảng Xương.

Thị xã Nghi Sơn có diện tích 455,61 km², dân số năm 2022 là 302.210 người, mật độ dân số đạt 663 người/km².
Địa hình của thị xã thuộc loại bán sơn địa, bao gồm những hang động, đồng bằng và đường bờ biển dài. Thị xã cũng có một số hòn đảo nhỏ, 3 cửa lạch, 2 cảng biển lớn. 12% dân số là Kitô hữu.
Đây là địa phương có tuyến đường cao tốc Quốc lộ 45 – Nghi Sơn và tuyến đường cao tốc Nghi Sơn – Diễn Châu đi qua.

### Khí hậu
| Dữ liệu khí hậu của trạm Tĩnh Gia (Nghi Sơn) | Dữ liệu khí hậu của trạm Tĩnh Gia (Nghi Sơn) | Dữ liệu khí hậu của trạm Tĩnh Gia (Nghi Sơn) | Dữ liệu khí hậu của trạm Tĩnh Gia (Nghi Sơn) | Dữ liệu khí hậu của trạm Tĩnh Gia (Nghi Sơn) | Dữ liệu khí hậu của trạm Tĩnh Gia (Nghi Sơn) | Dữ liệu khí hậu của trạm Tĩnh Gia (Nghi Sơn) | Dữ liệu khí hậu của trạm Tĩnh Gia (Nghi Sơn) | Dữ liệu khí hậu của trạm Tĩnh Gia (Nghi Sơn) | Dữ liệu khí hậu của trạm Tĩnh Gia (Nghi Sơn) | Dữ liệu khí hậu của trạm Tĩnh Gia (Nghi Sơn) | Dữ liệu khí hậu của trạm Tĩnh Gia (Nghi Sơn) | Dữ liệu khí hậu của trạm Tĩnh Gia (Nghi Sơn) | Dữ liệu khí hậu của trạm Tĩnh Gia (Nghi Sơn) |
| Tháng                                        | 1                                            | 2                                            | 3                                            | 4                                            | 5                                            | 6                                            | 7                                            | 8                                            | 9                                            | 10                                           | 11                                           | 12                                           | Năm                                          |
| -------------------------------------------- | -------------------------------------------- | -------------------------------------------- | -------------------------------------------- | -------------------------------------------- | -------------------------------------------- | -------------------------------------------- | -------------------------------------------- | -------------------------------------------- | -------------------------------------------- | -------------------------------------------- | -------------------------------------------- | -------------------------------------------- | -------------------------------------------- |
| Cao kỉ lục °C (°F)                           | 33.5 (92.3)                                  | 36.4 (97.5)                                  | 38.2 (100.8)                                 | 39.8 (103.6)                                 | 42.4 (108.3)                                 | 42.0 (107.6)                                 | 42.2 (108.0)                                 | 40.1 (104.2)                                 | 38.3 (100.9)                                 | 34.6 (94.3)                                  | 35.5 (95.9)                                  | 30.8 (87.4)                                  | 42.2 (108.0)                                 |
| Trung bình ngày tối đa °C (°F)               | 20.1 (68.2)                                  | 20.5 (68.9)                                  | 22.7 (72.9)                                  | 27.0 (80.6)                                  | 31.4 (88.5)                                  | 33.6 (92.5)                                  | 33.6 (92.5)                                  | 32.3 (90.1)                                  | 30.6 (87.1)                                  | 28.3 (82.9)                                  | 25.3 (77.5)                                  | 21.9 (71.4)                                  | 27.3 (81.1)                                  |
| Trung bình ngày °C (°F)                      | 17.1 (62.8)                                  | 17.8 (64.0)                                  | 20.0 (68.0)                                  | 23.7 (74.7)                                  | 27.5 (81.5)                                  | 29.4 (84.9)                                  | 29.5 (85.1)                                  | 28.5 (83.3)                                  | 27.1 (80.8)                                  | 24.8 (76.6)                                  | 21.8 (71.2)                                  | 18.5 (65.3)                                  | 23.8 (74.8)                                  |
| Tối thiểu trung bình ngày °C (°F)            | 15.1 (59.2)                                  | 16.0 (60.8)                                  | 18.2 (64.8)                                  | 21.6 (70.9)                                  | 24.6 (76.3)                                  | 26.4 (79.5)                                  | 26.5 (79.7)                                  | 25.7 (78.3)                                  | 24.5 (76.1)                                  | 22.4 (72.3)                                  | 19.3 (66.7)                                  | 16.1 (61.0)                                  | 21.4 (70.5)                                  |
| Thấp kỉ lục °C (°F)                          | 3.0 (37.4)                                   | 6.8 (44.2)                                   | 7.8 (46.0)                                   | 12.7 (54.9)                                  | 16.6 (61.9)                                  | 19.5 (67.1)                                  | 21.6 (70.9)                                  | 21.3 (70.3)                                  | 17.1 (62.8)                                  | 15.0 (59.0)                                  | 9.7 (49.5)                                   | 4.3 (39.7)                                   | 3.0 (37.4)                                   |
| Lượng mưa trung bình mm (inches)             | 38.7 (1.52)                                  | 36.3 (1.43)                                  | 49.1 (1.93)                                  | 59.1 (2.33)                                  | 134.8 (5.31)                                 | 139.4 (5.49)                                 | 172.7 (6.80)                                 | 268.5 (10.57)                                | 449.4 (17.69)                                | 352.9 (13.89)                                | 96.4 (3.80)                                  | 33.6 (1.32)                                  | 1.841,4 (72.50)                              |
| Số ngày mưa trung bình                       | 10.7                                         | 12.3                                         | 14.6                                         | 11.3                                         | 10.6                                         | 9.3                                          | 10.4                                         | 14.6                                         | 14.7                                         | 13.3                                         | 8.8                                          | 6.7                                          | 138.3                                        |
| Độ ẩm tương đối trung bình (%)               | 87.1                                         | 89.3                                         | 90.6                                         | 89.3                                         | 84.0                                         | 79.2                                         | 79.4                                         | 83.8                                         | 86.0                                         | 84.7                                         | 82.9                                         | 82.8                                         | 84.9                                         |
| Số giờ nắng trung bình tháng                 | 72.8                                         | 54.2                                         | 61.1                                         | 119.4                                        | 204.7                                        | 199.7                                        | 212.9                                        | 181.2                                        | 163.4                                        | 160.3                                        | 122.8                                        | 102.9                                        | 1.649,9                                      |
| Nguồn: QCVN 02:2022/BXD                      |                                              |                                              |                                              |                                              |                                              |                                              |                                              |                                              |                                              |                                              |                                              |                                              |                                              |

## Lịch sử
Thị xã Nghi Sơn trước đây vốn là huyện Tĩnh Gia thuộc tỉnh Thanh Hóa.
Vào thời Hùng Vương, Tĩnh Gia thuộc bộ Cửu Chân, một trong 5 bộ của nước Văn Lang. Thời kỳ văn hóa Đông Sơn (cách ngày nay hơn 2000 năm), các nhà khảo cổ đã tìm thấy ở núi Chè (Mai Lâm) các công cụ bằng đồng của người Việt cổ. Thời An Dương Vương, thuộc đất Âu Lạc của Thục Phán An Dương Vương.
Thời thuộc Hán, Tĩnh Gia thuộc huyện Cư Phong của quận Cửu Chân. Năm Quang Thuận thứ 10 (1469), vua Lê Thánh Tông đặt tên là huyện Ngọc Sơn do phủ Tĩnh Ninh kiêm lý.
Đến Thời Nguyễn, đầu thế kỷ XIX (khoảng giữa đời Gia Long), huyện Ngọc Sơn bao gồm 4 tổng là: Văn Trinh, Văn Trường, Liên Trì và Duyên La gồm 220 xã, thôn, trang, phường, tộc, giáp. Năm Minh Mạng thứ 12 (1831), huyện Ngọc Sơn bao gồm 4 tổng nói trên và thêm 2 tổng mới do tách từ Văn Trường và Văn Trinh thành 6 tổng gồm 245 xã, thôn, phường, giáp. Năm 1838, vua Minh Mạng tiến hành cải cách hành chính, một số huyện ở Thanh Hóa có sự tách nhập, thay đổi tên gọi. Các huyện Ngọc Sơn, Nông Cống, Quảng Xương gộp thành phủ Tĩnh Gia. Cuối thời Nguyễn, phủ Tĩnh Gia chỉ bao gồm địa giới huyện Ngọc Sơn. Đến trước Cách mạng tháng Tám, tổng Văn Trinh được nhập về Quảng Xương, phủ Tĩnh Gia còn 5 tổng là Văn Trường, Yên Thái, Sen Trì, Văn Trai và Tuần La bao gồm 206 làng, thôn.
Sau Cách mạng tháng Tám, bãi bỏ cấp phủ, phủ Tĩnh Gia trở thành huyện Tĩnh Gia, gồm 35 xã: Anh Sơn, Bình Minh, Các Sơn, Định Hải, Hải An, Hải Bình, Hải Châu, Hải Hòa, Hải Lĩnh, Hải Nhân, Hải Ninh, Hải Thanh, Hải Thượng, Hải Yến, Hùng Sơn, Mai Lâm, Ngọc Lĩnh, Nguyên Bình, Ninh Hải, Tân Dân, Thanh Thủy, Thanh Sơn, Tĩnh Hải, Triều Dương, Trúc Lâm, Trường Giang, Trường Lâm, Trường Minh, Trường Sơn, Trường Trung, Tùng Lâm, Tượng Lĩnh, Tượng Sơn, Tượng Văn, Xuân Lâm.
Ngày 16 tháng 12 năm 1964, chuyển 7 xã: Trường Minh, Trường Trung, Trường Giang, Trường Sơn, Tượng Văn, Tượng Lĩnh, Tượng Sơn về huyện Nông Cống quản lý (do tách 20 xã của huyện Nông Cống để hợp với 13 xã của huyện Thọ Xuân thành lập huyện Triệu Sơn).
Ngày 15 tháng 3 năm 1965, thành lập xã Tân Trường.
Ngày 15 tháng 3 năm 1973, thành lập xã Phú Lâm.
Ngày 29 tháng 8 năm 1980, chuyển xã Phú Sơn thuộc huyện Như Xuân (tách ra từ xã Thanh Kỳ) về huyện Tĩnh Gia quản lý.
Ngày 14 tháng 12 năm 1984, chia xã Hải Thượng thành 3 xã Hải Thượng, Hải Hà, Nghi Sơn và thành lập thị trấn Tĩnh Gia - thị trấn huyện lỵ của huyện Tĩnh Gia từ một phần các xã Bình Minh, Hải Hòa, Hải Nhân và Nguyên Bình.
Ngày 7 tháng 12 năm 2016, Bộ Xây dựng ban hành Quyết định số 1300/QĐ-BXD về việc công nhận thị trấn Tĩnh Gia mở rộng đạt tiêu chuẩn đô thị loại III.
Ngày 23 tháng 9 năm 2019, Bộ Xây dựng ban hành Quyết định số 788/QĐ-BXD về việc công nhận huyện Tĩnh Gia, tỉnh Thanh Hóa đạt tiêu chuẩn đô thị loại IV.
Ngày 16 tháng 10 năm 2019, Ủy ban Thường vụ Quốc hội ban hành Nghị quyết số 786/NQ-UBTVQH14 về việc sắp xếp các đơn vị hành chính cấp xã thuộc tỉnh Thanh Hóa (nghị quyết có hiệu lực từ ngày 1 tháng 12 năm 2019). Theo đó:
- Sáp nhập xã Hùng Sơn vào xã Các Sơn
- Sáp nhập xã Triêu Dương vào xã Hải Ninh
- Sáp nhập xã Hải Hòa vào thị trấn Tĩnh Gia.

Sau khi sắp xếp các đơn vị hành chính, huyện Tĩnh Gia có thị trấn Tĩnh Gia (huyện lỵ) và 30 xã: Anh Sơn, Bình Minh, Các Sơn, Định Hải, Hải An, Hải Bình, Hải Châu, Hải Hà, Hải Hòa, Hải Lĩnh, Hải Nhân, Hải Ninh, Hải Thanh, Hải Thượng, Hải Yến, Mai Lâm, Nghi Sơn, Ngọc Lĩnh, Nguyên Bình, Ninh Hải, Phú Lâm, Phú Sơn, Tân Dân, Tân Trường, Thanh Sơn, Thanh Thủy, Trúc Lâm, Trường Lâm, Tùng Lâm, Xuân Lâm.
Ngày 22 tháng 4 năm 2020, Ủy ban Thường vụ Quốc hội ban hành Nghị quyết số 933/NQ-UBTVQH14 về việc thành lập thị xã Nghi Sơn và các phường thuộc thị xã Nghi Sơn (nghị quyết có hiệu lực từ ngày 1 tháng 6 năm 2020). Theo đó:
- Thành lập thị xã Nghi Sơn trên cơ sở toàn bộ 455,61 km² diện tích tự nhiên và 307.304 người của huyện Tĩnh Gia.
- Thành lập phường Hải Hòa trên cơ sở toàn bộ diện tích và dân số của thị trấn Tĩnh Gia
- Thành lập 15 phường: Bình Minh, Hải An, Hải Bình, Hải Châu, Hải Lĩnh, Hải Ninh, Hải Thanh, Hải Thượng, Mai Lâm, Nguyên Bình, Ninh Hải, Tân Dân, Tĩnh Hải, Trúc Lâm, Xuân Lâm trên cơ sở toàn bộ diện tích và dân số của 15 xã có tên tương ứng.

Ngày 24 tháng 10 năm 2024, Ủy ban Thường vụ Quốc hội thông qua Nghị quyết số 1238/NQ-UBTVQH15 (có hiệu lực từ ngày 1 tháng 1 năm 2025). Theo đó, giải thể xã Hải Yến (do nhường đất cho dự án Nhà máy lọc hóa dầu Nghi Sơn); đồng thời:
- Chuyển phần diện tích trong Nhà máy của phường Tĩnh Hải và xã Hải Yến, phần diện tích phía nam Nhà máy của phường Tĩnh Hải về phường Mai Lâm
- Nhập phần diện tích và dân số phía bắc Nhà máy của thôn Bắc Yến, xã Hải Yến vào phường Tĩnh Hải
- Nhập phần diện tích và dân số phía nam Nhà máy của thôn Nam Yến, xã Hải Yến vào phường Hải Thượng
- Chuyển dân cư của xã Hải Yến đã tái định cư tại phường Nguyên Bình về phường Nguyên Bình quản lý.[3]

Thị xã Nghi Sơn có 16 phường và 14 xã như hiện nay.

## Hành chính
Thị xã Nghi Sơn có 30 đơn vị hành chính cấp xã trực thuộc, bao gồm 16 phường: Bình Minh, Hải An, Hải Bình, Hải Châu, Hải Hòa, Hải Lĩnh, Hải Ninh, Hải Thanh, Hải Thượng, Mai Lâm, Nguyên Bình, Ninh Hải, Tân Dân, Tĩnh Hải, Trúc Lâm, Xuân Lâm và 14 xã: Anh Sơn, Các Sơn, Định Hải, Hải Hà, Hải Nhân, Nghi Sơn, Ngọc Lĩnh, Phú Lâm, Phú Sơn, Tân Trường, Thanh Sơn, Thanh Thủy, Trường Lâm, Tùng Lâm.
| Tên         | Diện tích (km²) | Dân số (người) |
| ----------- | --------------- | -------------- |
| Phường (16) |                 |                |
| Bình Minh   | 6,40            | 8.175          |
| Hải An      | 6,26            | 7.064          |
| Hải Bình    | 9,54            | 14.986         |
| Hải Châu    | 9,08            | 12.036         |
| Hải Hòa     | 7,62            | 16.879         |
| Hải Lĩnh    | 8,43            | 7.449          |
| Hải Ninh    | 10,16           | 18.825         |
| Hải Thanh   | 2,67            | 20.997         |
| Hải Thượng  | 27,32           | 11.681         |
| Mai Lâm     | 22,76           | 10.020         |
| Nguyên Bình | 33,25           | 16.310         |
| Ninh Hải    | 6,32            | 6.629          |
| Tân Dân     | 9,64            | 7.222          |
| Tĩnh Hải    | 5,44            | 8.784          |
| Trúc Lâm    | 15,52           | 7.774          |
| Xuân Lâm    | 9,60            | 10.327         |

| Tên        | Diện tích (km²) | Dân số (người) |
| ---------- | --------------- | -------------- |
| Xã (14)    |                 |                |
| Anh Sơn    | 10,82           | 5.992          |
| Các Sơn    | 36,06           | 15.012         |
| Định Hải   | 26,43           | 3.801          |
| Hải Hà     | 12,22           | 10.773         |
| Hải Nhân   | 15,49           | 11.676         |
| Nghi Sơn   | 3,28            | 9.660          |
| Ngọc Lĩnh  | 8,69            | 7.479          |
| Phú Lâm    | 19,19           | 4.468          |
| Phú Sơn    | 34,46           | 5.852          |
| Tân Trường | 37,29           | 9.763          |
| Thanh Sơn  | 9,38            | 8.707          |
| Thanh Thủy | 9,54            | 7.462          |
| Trường Lâm | 30,87           | 11.255         |
| Tùng Lâm   | 11,88           | 5.152          |

## Kinh tế
Kinh tế của thị xã Nghi Sơn bao gồm đa dạng các ngành như: sản xuất nông, lâm, ngư nghiệp; các ngành dịch vụ, du lịch và công nghiệp. Nổi bật là Khu kinh tế Nghi Sơn và khu du lịch Bãi biển Hải Hòa.

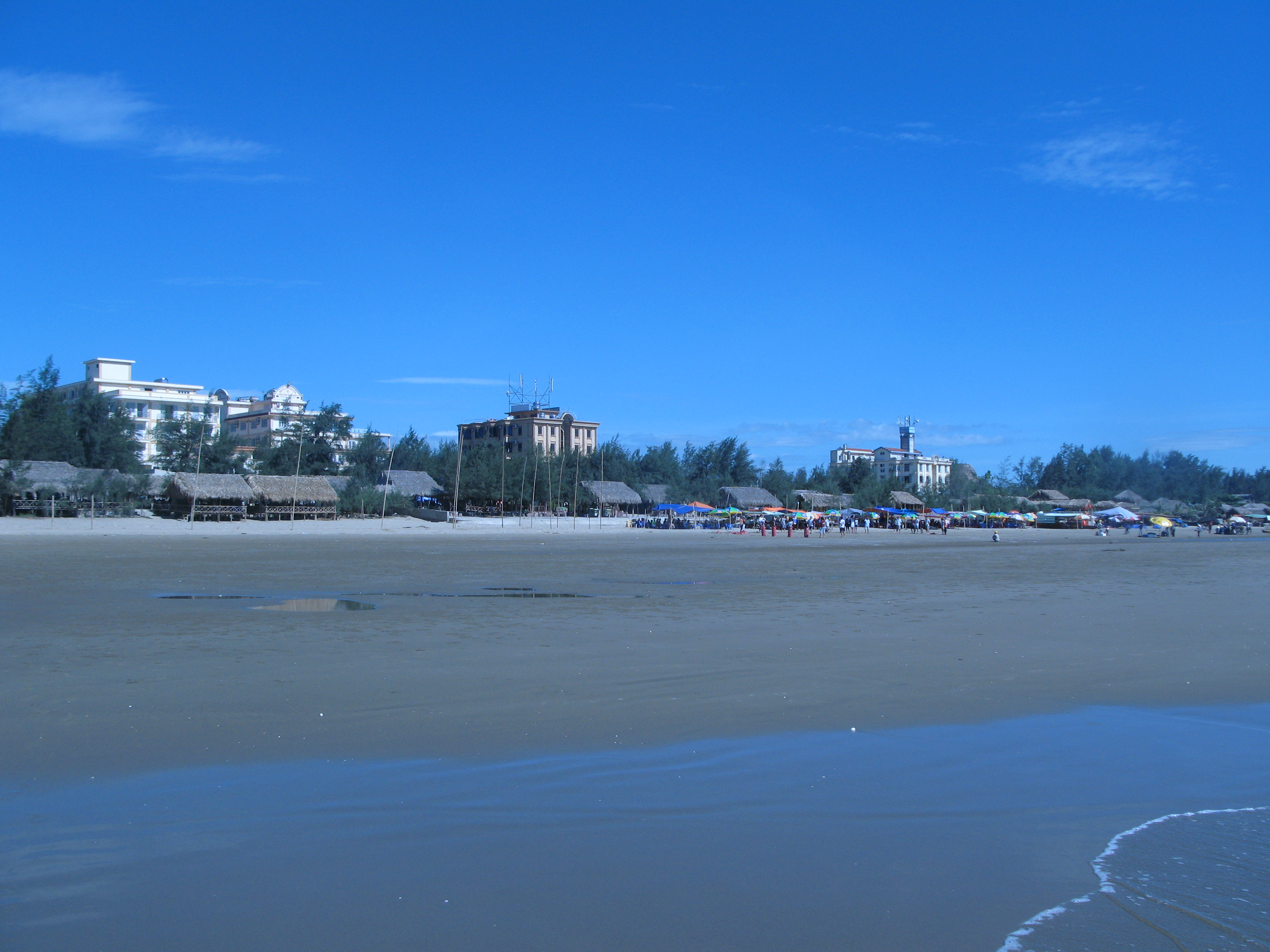
Bãi biển Hải Hòa ở phường Hải Hòa

Trong 6 tháng đầu năm 2019, tốc độ tăng trưởng kinh tế của thị xã đạt 50,58% (Tính cả nguồn đầu tư vào Khu Kinh tế Nghi Sơn). Trong đó, tăng trưởng nội địa đạt 7,36%. Các ngành công nghiệp, xây dựng giữ thị trường tiêu thụ và sản xuất ổn định, giá trị sản xuất công nghiệp, xây dựng ước đạt 22.494 tỷ đồng; giá trị xuất khẩu hàng hóa tính cả trong Khu Kinh tế Nghi Sơn là 705 triệu USD. Tổng thu ngân sách nhà nước thực hiện được 709,1 tỷ đồng, đạt 76,5% dự toán tỉnh giao; 70,7% dự toán HĐND thị xã giao và tăng 9,8% so với cùng kỳ; thu ngân sách trên địa bàn đạt 182,1 tỷ đồng; sản xuất nông, lâm, ngư nghiệp có nhiều chuyển biến. Tổng sản lượng khai thác và nuôi trồng thủy, hải sản đạt 17.108 tấn, trong đó nổi bật sản lượng khai thác đạt 15.128,8 tấn.

## Người nổi tiếng
- Nhà giáo Lê Minh Khuê, Lê Khắc Khưu, Đỗ Hoàng Diệu[15]
- Chính trị gia Nguyễn Đức Trung
- Xạ thủ Trần Oanh
- Danh nhân văn hóa Đào Duy Từ
- Siêu mẫu, Quán quân Vietnam's Next top Model 2011, Á hậu 1 Hoa hậu Hoàn vũ Việt Nam 2017, Top 20 Miss Universe 2019 Hoàng Thùy
- Hai anh em VĐV taekwondo Nguyễn Văn Hùng và Nguyễn Trọng Cường.
- Chính trị gia Lê Huy Ngọ
- Giáo sư Đào Văn Long
- Doanh nhân Lê Ngọc Hường